# Go Ahead Eagles 2014-2015

## Rosa
| N. |                        | Ruolo | Calciatore          |
| -- | ---------------------- | ----- | ------------------- |
| 1  | Paesi Bassi (bandiera) | P     | Mickey Van der Hart |
| 3  | Paesi Bassi (bandiera) | D     | Bart Vriends        |
| 4  | Paesi Bassi (bandiera) | D     | Jop van der Linden  |
| 5  | Paesi Bassi (bandiera) | D     | Xandro Schenk       |
| 6  | Paesi Bassi (bandiera) | C     | Sjoerd Overgoor     |
| 7  | Paesi Bassi (bandiera) | A     | Alex Schalk         |
| 8  | Paesi Bassi (bandiera) | C     | Deniz Türüç         |
| 9  | Paesi Bassi (bandiera) | A     | Marnix Kolder       |
| 10 | Paesi Bassi (bandiera) | C     | Jeffrey Rijsdijk    |
| 11 | Paesi Bassi (bandiera) | A     | Lesly de Sa         |
| 12 | Togo (bandiera)        | D     | Mawouna Amevor      |
| 13 | Paesi Bassi (bandiera) | P     | Maurits Schmitz     |

| N. |                        | Ruolo | Calciatore         |
| -- | ---------------------- | ----- | ------------------ |
| 15 | Paesi Bassi (bandiera) | C     | Sander Duits       |
| 16 | Paesi Bassi (bandiera) | P     | Erik Cummins       |
| 17 | Paesi Bassi (bandiera) | D     | Sven Nieuwpoort    |
| 18 | Paesi Bassi (bandiera) | C     | Lars Lambooij      |
| 20 | Paesi Bassi (bandiera) | C     | Peter van Ooijen   |
| 21 | Paesi Bassi (bandiera) | A     | Nick de Bondt      |
| 22 | Paesi Bassi (bandiera) | A     | Jules Reimerink    |
| 23 | Paesi Bassi (bandiera) | D     | Robin van der Meer |
| 25 | Paesi Bassi (bandiera) | D     | Giliano Wijnaldum  |
| 27 | Paesi Bassi (bandiera) | A     | Puck Postma        |
| 28 | Paesi Bassi (bandiera) | A     | Wesley Verhoek     |
| 29 | Paesi Bassi (bandiera) | A     | Glynor Plet        |

## Risultati

### Campionato

#### Girone di andata
| 10 agosto 2014, ore 14:30 1ª giornata | Go Ahead Eagles | 2 – 3 | Groningen |  |

| 17 agosto 2014, ore 14:30 2ª giornata | Excelsior | 3 – 2 | Go Ahead Eagles |  |

| 23 agosto 2014, ore 20:45 3ª giornata | Go Ahead Eagles | 0 – 0 | Dordrecht |  |

| 29 agosto 2014, ore 20:00 4ª giornata | Go Ahead Eagles | 1 – 0 | Willem II |  |

| 13 settembre 2014, ore 18:30 5ª giornata | Twente | 2 – 1 | Go Ahead Eagles |  |

| 20 settembre 2014, ore 19:45 6ª giornata | ADO Den Haag | 1 – 1 | Go Ahead Eagles |  |

| 27 settembre 2014, ore 20:45 7ª giornata | Go Ahead Eagles | 0 – 4 | Feyenoord |  |

| 4 ottobre 2014, ore 20:45 8ª giornata | Utrecht | 2 – 3 | Go Ahead Eagles |  |

| 19 ottobre 2014, ore 14:30 9ª giornata | Go Ahead Eagles | 3 – 2 | PEC Zwolle |  |

| 25 ottobre 2014, ore 20:45 10ª giornata | Ajax | 3 – 1 | Go Ahead Eagles |  |

| 2 novembre 2014, ore 14:30 11ª giornata | Go Ahead Eagles | 1 – 3 | Heracles Almelo |  |

| 8 novembre 2014, ore 19:45 12ª giornata | Heerenveen | 2 – 2 | Go Ahead Eagles |  |

| 22 novembre 2014, ore 18:30 13ª giornata | Go Ahead Eagles | 2 – 0 | NAC Breda |  |

| 29 novembre 2014, ore 19:45 14ª giornata | Vitesse | 2 – 2 | Go Ahead Eagles |  |

| 6 dicembre 2014, ore 18:30 15ª giornata | AZ Alkmaar | 2 – 0 | Go Ahead Eagles |  |

| 13 dicembre 2014, ore 20:45 16ª giornata | Go Ahead Eagles | 1 – 2 | Cambuur |  |

| 20 dicembre 2014, ore 19:45 17ª giornata | PSV | 5 – 0 | Go Ahead Eagles |  |

#### Girone di ritorno
| 18 gennaio 2015, ore 12:30 18ª giornata | Willem II | 1 – 0 | Go Ahead Eagles |  |

| 25 gennaio 2015, ore 16:45 19ª giornata | Go Ahead Eagles | 1 – 0 | ADO Den Haag |  |

| 31 gennaio 2015, ore 19:45 20ª giornata | Groningen | 2 – 0 | Go Ahead Eagles |  |

| 3 febbraio 2015, ore 18:30 21ª giornata | Go Ahead Eagles | 0 – 0 | Excelsior |  |

| 8 febbraio 2015, ore 14:30 22ª giornata | Go Ahead Eagles | 1 – 2 | Ajax |  |

| 15 febbraio 2015, ore 14:30 23ª giornata | PEC Zwolle | 0 – 1 | Go Ahead Eagles |  |

| 21 febbraio 2015, ore 19:45 24ª giornata | Go Ahead Eagles | 0 – 2 | AZ Alkmaar |  |

| 27 febbraio 2015, ore 20:00 25ª giornata | Dordrecht | 2 – 1 | Go Ahead Eagles |  |

| 7 marzo 2015, ore 18:30 26ª giornata | Go Ahead Eagles | 0 – 3 | PSV |  |

| 14 marzo 2015, ore 19:45 27ª giornata | NAC Breda | 1 – 0 | Go Ahead Eagles |  |

| 21 marzo 2015, ore 18:30 28ª giornata | Go Ahead Eagles | 0 – 2 | Vitesse |  |

| 5 aprile 2015, ore 16:45 29ª giornata | Cambuur | 1 – 0 | Go Ahead Eagles |  |

| 12 aprile 2015, ore 14:30 30ª giornata | Go Ahead Eagles | 1 – 3 | Twente |  |

| 19 aprile 2015, ore 12:30 31ª giornata | Feyenoord | 0 – 1 | Go Ahead Eagles |  |

| 25 aprile 2015, ore 19:45 32ª giornata | Go Ahead Eagles | 0 – 2 | Utrecht |  |

| 10 maggio 2015, ore 14:30 33ª giornata | Go Ahead Eagles | 1 – 1 | Heerenveen |  |

| 17 maggio 2015, ore 14:30 34ª giornata | Heracles Almelo | 1 – 0 | Go Ahead Eagles |  |